# Třída Alsedo
Třída Alsedo byla lodní třída torpédoborců španělského námořnictva. Celkem byly postaveny tři jednotky této třídy. Španělské námořnictvo je provozovalo v letech 1924–1961. Všechny tři se účastnily španělské občanské války, z toho dva na straně republikánů a jeden na straně nacionalistů (Frankistů).

## Stavba
Celkem byly postaveny tři jednotky této třídy. Jejich stavbu zajistila španělská loděnice Sociedad Española de Construcción Naval (SECN) v Cartageně. Jednalo se o derivát britské prvoválečné třídy Marksman, ovšem s vylepšeným pohonem. Do služby byly přijaty v letech 1924–1925.
Jednotky třídy Alsedo:
| Jméno       | Loděnice | Založení kýlu | Spuštěn        | Vstup do služby | Osud          |
| ----------- | -------- | ------------- | -------------- | --------------- | ------------- |
| Alsedo (A)  | SECN     | 1920          | 21. října 1922 | srpen 1924      | Vyřazen 1957. |
| Velasco (V) | SECN     | 1920          | 6. června 1923 | prosinec 1924   | Vyřazen 1957. |
| Lazaga (L)  | SECN     | 1920          | 6. března 1924 | srpen 1925      | Vyřazen 1961. |

## Konstrukce

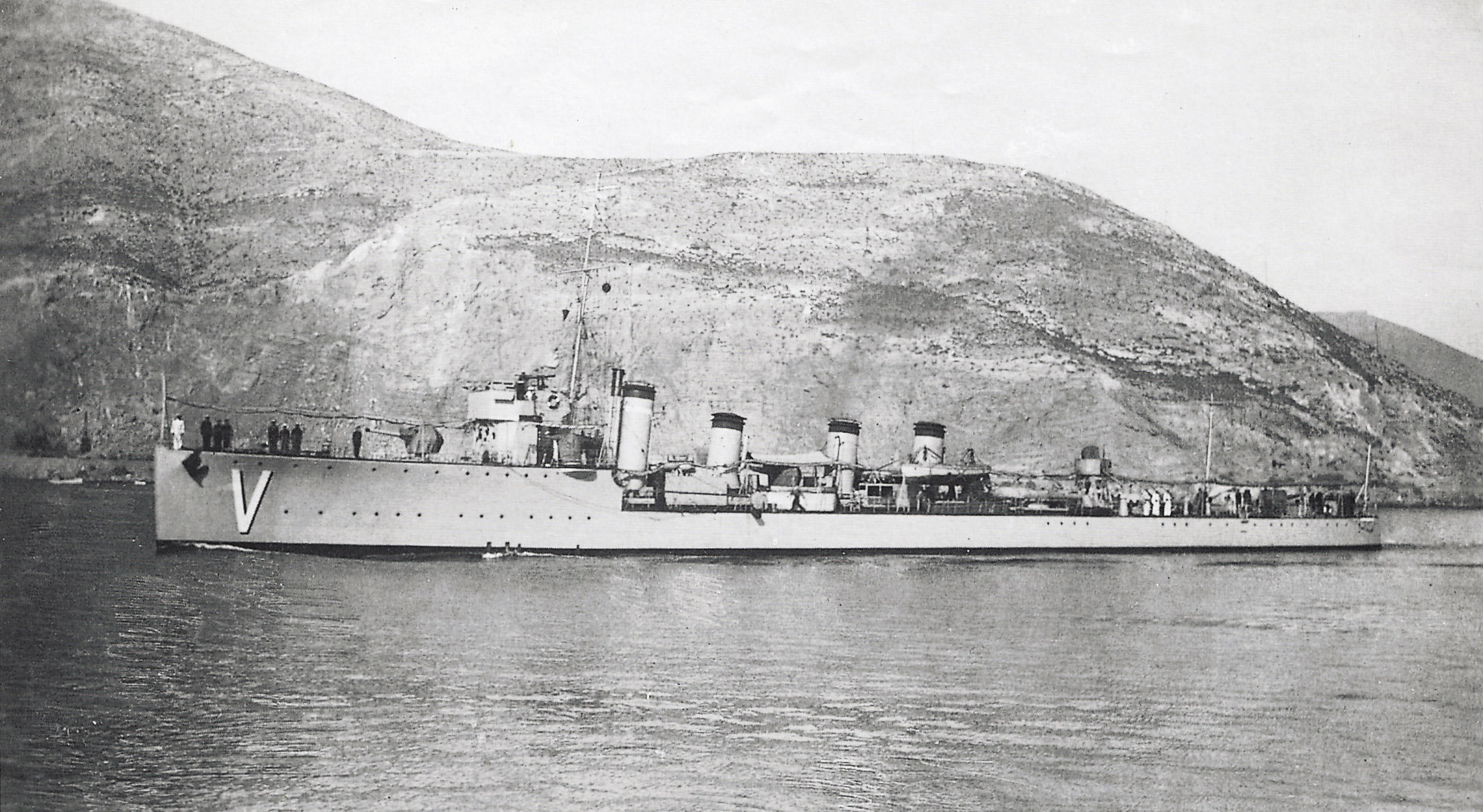
Velasco

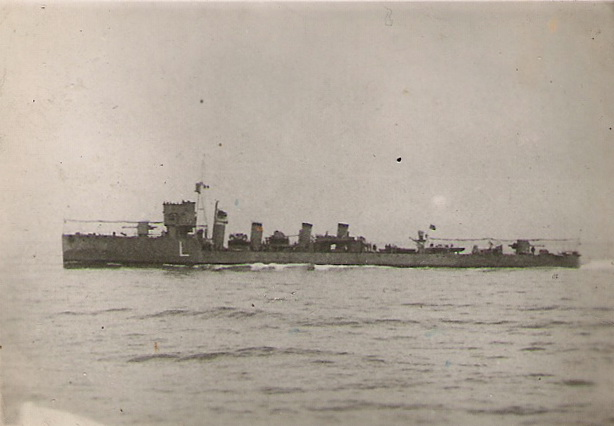
Lazaga

Torpédoborce měly čtyřkomínovou siluetu. Výzbroj představovaly tři 102mm/45 kanóny Vickers Mk. LA, dva 47mm/50 kanóny Vickers a dva dvojité 450mm torpédomety. Dále nesly jeden spouštěč hlubinných pum a až 60 min. Pohonný systém tvořily čtyři kotle Yarrow a dvě turbíny Parsons o výkonu 33 000 hp, roztáčející dva lodní šrouby. Neseno bylo 272 tun paliva. Nejvyšší rychlost dosahovala 34 uzlů. Dosah byl 2500 námořních mil při rychlosti 15 uzlů.

### Modifikace
Roku 1938 byla výzbroj Velasco posílena o 20/70mm kanón Scotti-Isotta-Fraschini 1939. Větší modernizaci absolvoval torpédoborec Velasco roku 1938 a jeho sesterské lodě v letech 1940–1943. Původní 102mm a 47mm kanóny nahradily tři 102mm/50 kanóny Mk. E a tři 20mm/65 kanóny. Přidány byly ještě dva vrhače hlubinných pum. Upravena byla přední nástavba, na které byl umístěn nový trojnožkový stožár.

## Služba
Torpédoborce Alsedo a Lazaga zůstaly po vypuknutí španělské občanské války na republikánské straně. Dne 9. srpna 1936 byly turbíny torpédoborce Alsedo záměrně poškozeny kapitánem plavidla, sympatizujícím s nacionalisty. Opravy trvaly do srpna 1938. Od ledna 1939 do konce občanské války torpédoborce zůstaly v opravě v Cartageně. Torpédpoborec Lazaga tam 5. března 1939 poškodil nálet. Třetí torpédoborec Velasco byl 12. srpna 1936 zařazen do námořních sil španělských nacionalistů. Na počátku to byl jediný torpédoborec nacionalistů, takže jej čekala intenzivní válečná služba. Roku 1937 jej doplnilo několik starších italských torpédoborců. Roku 1938 se účastnil se bitvy u mysu Palos. Po vítězství nacionalistů v občanské válce se jeho součástí staly všechny tři torpédoborce.